# Heinrich Schalit
Heinrich Schalit (geboren 2. Januar 1886 in Wien, Österreich-Ungarn; gestorben 3. Februar 1976 in Evergreen (Colorado)/USA) war ein österreichisch-US-amerikanischer, jüdischer Komponist und Musiker.
Er und schuf vor allem sakrale Musik, Kunstlieder und Kammermusik. Zusammen mit Herbert Fromm, Isadore Freed, Hugo Chaim Adler, Frederick Piket, Julius Chajes, Abraham Wolfe Binder, und Lazare Saminsky modernisierte er in der ersten Hälfte des 20. Jahrhunderts die jüdische Sakralmusik. Als sein Hauptwerk wird die 1932 uraufgeführte Freitagabend-Liturgie angesehen. 1933 verließ er Deutschland und emigrierte 1940 in die USA. Von der allgemeinen Musikwissenschaft wurde er lange kaum rezipiert.

## Leben

### Ausbildung
Heinrich Schalit war ein Sohn des Angestellten Joseph Schalit und der Josefine Fischer, er hatte vier Geschwister, darunter der Zahnarzt und Zionist Isidor Schalit. Er begann seine musikalische Ausbildung schon 1898 privat bei Josef Labor in den Fächern Orgel, Klavier und Komposition und absolvierte ab 1903 eine Ausbildung am Konservatorium für Musik und darstellende Kunst in Wien. Seine Lehrer waren neben anderen der Pianist Theodor Leschetizky und Robert Fuchs in Kompositionslehre. 1906 schloss er die Ausbildung mit der Note vorzüglich ab und erhielt für sein Klavierquartett in e-Moll den Österreichischen Staatspreis für Studenten der Komposition. Nach seiner Ausbildung zog er 1907 nach München, arbeitete dort als privater Musiklehrer und komponierte zahlreiche Werke, vorwiegend postromantische Lieder und Kammermusik. Es entstanden u. a. das Werk Jugendland für Klavier zu zwei Händen und die Werkgruppen Sechs Liebeslieder und Sechs Frühlingslieder. Sein musikalisches Schaffen begann er ohne Verbindung zur jüdischen Musik und ohne deren Beeinflussung. 1909 nahm er an der Königlichen Bayerischen Akademie der Tonkunst für ein Semester ein Orgelstudium auf.

### Besinnung auf jüdische Musik
In den Jahren 1916 bis 1920 begann für Schalit, motiviert durch die politischen Ereignisse der Zeit, eine Rückbesinnung auf jüdische Musik. Er selbst sah sich als durch den Zionismus motivierter jüdischer Komponist. In einem Brief an Anita Hepner schrieb Schalit:
„[… between] 1928 and 1932, when there was no composer of Jewish birth who could have even thought of writing music with a consciously Jewish heartbeat, I was already a well-known composer of Jewish religious music [...] as a conscious Jewish musician and Zionist I considered it my duty to convince him [Paul Ben-Haim] of the necessity of devoting his talent to Jewish music and culture“.
Im Jahr 1921 heiratete er die aus Mannheim stammende nichtjüdische Hilda Schork (1899–1981). Dieser Ehe entstammen die drei Söhne Joseph, Michael und Theodor. Schalits jüdische Kompositionen dieser Zeit beruhten auf osteuropäischer, spanischer und orientalisch-jüdischer Volksmusik. Ein Beispiel hierfür sind die Ostjüdischen Volkslieder (Opus 18 und 19). 1921 erschienen die Seelenlieder für Gesangsstimme und Klavier und die Hymne In Ewigkeit für Chor, Orgel, Harfe und Violine. Dieses Werk wurde in mehreren deutschen Städten aufgeführt und erhielt gute Kritiken. Beide Werke basieren auf von Franz Rosenzweig in das Deutsche übersetzten Texten des mittelalterlichen Dichters Judah ha-Levi. 1927 bewarb sich Schalit um eine Anstellung als Organist und Musikdirektor an der Münchner Synagoge; nicht ohne Schwierigkeiten wurde er dort angestellt. Der langjährige Kantor der Synagoge Emanuel Kirschner sah sich in einem Konkurrenzverhältnis zu Schalit, das ihn aber zur Komposition eigener Orgelwerke anregte.

### Liturgische Musik
Ende der 1920er Jahre begann sich Schalit intensiv mit der liturgischen Musik des jüdischen Gottesdienstes auseinanderzusetzen. Seiner Meinung nach war die liturgische jüdische Musik durch einen romantischen und opernhaften Stil, wie in den Werken von Louis Lewandowski und Salomon Sulzer, geprägt und bedurfte einer Erneuerung und Modernisierung, die aber auf authentischen jüdischen musikalischen Traditionen basieren und trotzdem Elemente der Musik des 20. Jahrhunderts integrieren sollte. Dabei solle sie gleichermaßen den Bedürfnissen des Gottesdienstes gerecht werden als auch hohen musikalischen Standards wie in der christlichen sakralen Musik des Mittelalters oder J.S. Bachs genügen. Ergebnis dieser Überlegungen war die 1932 uraufgeführte Freitagabend-Liturgie für Kantor, einstimmigen und gemischten Chor und Orgel (Opus 29). In diesem Werk verarbeitete Schalit auch die Sammlung jüdisch-orientalische Melodien (Hebräisch-Orientalischer Melodienschatz) des jüdischen Musikforschers Abraham Zvi Idelsohn. Das Werk wurde von Musikwissenschaftlern wie Alfred Einstein, Curt Sachs und Hugo Leichtentritt sehr gelobt. Im beginnenden Nationalsozialismus war die Veröffentlichung des Werkes zu riskant, so dass Schalit es selbst verlegte.

### Nationalsozialismus und Exil
Nach der Machtübernahme der NSDAP wechselte Schalit 1933 an die Synagoge in Rom, wo er unter anderem als Chordirigent tätig war. 1940 emigrierte er in die USA, wo er verschiedene Anstellungen in Synagogen an der Ost- und Westküste hatte, darunter in Rochester, Providence und Los Angeles.

## Musikalische Werkzeuge
In seiner Musik vermied er die harmonischen Gepflogenheiten der Musik des 19. Jahrhunderts und griff dafür vermehrt auf modale Elemente zurück. Seine Musiksprache setzt auch kontrolliert Dissonanzen im diatonischen Rahmen ein. Er legte dabei mehr Wert auf klare horizontale Melodielinien als auf die in der Spätromantik eher vorherrschende komplexe vertikale Harmonik. Seine Setzweise erinnert – ohne dabei atonal zu werden – manchmal an die polyphone Dichte des Chor- und Orchestersatzes vieler Werke Arnold Schönbergs. Mit der Realisierung einer individuell definierten Tonalität, die gleichermaßen die herkömmlichen harmonischen Regeln oft ignoriert, aber auch nicht in Atonalität oder Zwölftontechnik verfällt, steht Schalit im Kontext der musikalischen Neuerungen der Musik der 1920er Jahre, welche im deutschen Raum etwa durch Paul Hindemiths eigene Form der Tonalität (Unterweisung im Tonsatz) repräsentiert wird. Schalit hielt – ebenso wie Béla Bartók und andere – die volksmusikalischen Traditionen der einzelnen Kulturkreise/Nationen für einen wichtigen erneuernden Inspirationsquell für die Musik des frühen 20. Jahrhunderts. Die moderne Forschung und Sammlung originalgetreuer hebräisch-orientalischer ritueller Musik wie durch Idelsohn wertete er als Anstoß zur Fortentwicklung der synagogalen Musik.

## Rezeption
Von der allgemeinen Musikwissenschaft wurde Schalit lange kaum rezipiert. Nur in Müllers Lexikon Deutscher Musiker von 1929 findet sich ein umfangreicher Artikel mit einem Werkverzeichnis der Münchener Jahre. In den beiden Ausgaben der Enzyklopädie Die Musik in Geschichte und Gegenwart wird er nur am Rande im Zusammenhang des Artikels Jüdische Musik erwähnt. Riemanns Musiklexikon hat keinen Eintrag zu seiner Person. Aussagen zu ihm und seinem Werk sind verstreut in speziellen Büchern zur Jüdischen Musik bzw. Jüdischen Geschichte zu finden. Das moderne Online verfügbare Lexikon verfolgter Musiker der NS-Zeit und das BMLO beenden die bisherige Vernachlässigung Heinrich Schalits. Musikalische Analysen seiner Werke sind nicht vorhanden.

## Werke (Auswahl)
- Ostjüdische Volkslieder Opus 18 und 19
- Freitagabend-Liturgie; Uraufführung am 16. September 1932 in der Synagoge Lützowstraße in Berlin
- V'shamru
- Hebräischer Lobgesang